# 16197 Блюпетер
16197 Блюпетер (16197 Bluepeter) — астероїд головного поясу, відкритий 7 січня 2000 року.
Тіссеранів параметр щодо Юпітера — 3,458.